# 白腹刺鰍
白腹刺鰍為輻鰭魚綱合鰓目刺鰍亞目刺鰍科的其中一種，分布於亞洲緬甸克欽邦的Indawgyi湖流域，體長可達33.4公分，棲息在底層水域，屬肉食性，生活習性不明。